# Municipio de South Cottonwood
El municipio de South Cottonwood (en inglés: South Cottonwood Township) es un municipio ubicado en el condado de Wells en el estado estadounidense de Dakota del Norte. En el año 2010 tenía una población de 40 habitantes y una densidad poblacional de 0,43 personas por km².

## Geografía
El municipio de South Cottonwood se encuentra ubicado en las coordenadas 47°32′4″N 99°34′44″O / 47.53444, -99.57889. Según la Oficina del Censo de los Estados Unidos, el municipio tiene una superficie total de 92.97 km², de la cual 91,69 km² corresponden a tierra firme y (1,38 %) 1,28 km² es agua.

## Demografía
Según el censo de 2010, había 40 personas residiendo en el municipio de South Cottonwood. La densidad de población era de 0,43 hab./km². De los 40 habitantes, el municipio de South Cottonwood estaba compuesto por el 100 % blancos. Del total de la población el 0 % eran hispanos o latinos de cualquier raza.